# Oligochlora marquettorum
Oligochlora marquettorum — викопний вид перетинчастокрилих комах родини галіктид (Halictidae). Вид описаний із зразка, що був виявлений у кусочку бурштину, який видобули у шахтах Домініканської республіки. Голотип зберігається у колекції Американського музею Природознавства у Нью-Йорку. Це була самиця, що попала у смоляну пастку на початку міоцену. Вид названий на честь Джорджа Едварда Маркетта і Дженні Сміт Маркетт, дідуся та бабусі Молі Райтмаєр — автора опису виду.